# Ghiacciaio Charles
Il ghiacciaio Charles è un corto e ripido ghiacciaio situato sulla costa della Principessa Marta, nella Terra della Regina Maud, in Antartide. Il ghiacciaio, il cui punto più alto si trova a circa 2.400 m s.l.m., si trova in particolare nel massiccio Borg, dove scorre lungo il versante meridionale del monte Borg.

## Storia
Il ghiacciaio Charles è stato mappato per la prima volta da cartografi norvegesi grazie a fotografie aeree scattate nel corso della spedizione NBSAE (acronimo di "Spedizione antartica Norvegese-Britannico-Svedese"), 1949-52, ed è stato così battezzato in onore di Charles W. Swithinbank, un glaciologo facente parte della suddetta spedizione.